# Jan Valta (dirigent)
Jan Valta (17. března 1948, Kladno – 12. listopadu 2024, Teplice) byl český dirigent, klavírista a pedagog.

## Životopis
V letech 1963–1969 vystudoval na Pražské konzervatoři obory klavír a dirigování. Roku 1968 se stal držitelem 1. ceny a titulu laureáta Smetanovské klavírní soutěže v Hradci Králové. Mezi lety 1969 a 1974 absolvoval dirigování na HAMU, kde byli jeho pedagogy např. Bohumír Liška či Alois Klíma. Zároveň byl korepetitorem a koncertním klavíristou Dětského pěveckého sboru čs. rozhlasu (1968–1972), později (1972–1976) pracoval jako hudební režisér v Československém rozhlasu.
Mezi roky 1976–1990 působil jako dirigent Státního komorního orchestru v Žilině (od roku 1984 šéfdirigent), s nímž absolvoval množství koncertů. Stejně tak často vystupoval jako hostující dirigent.
Po krátkém pedagogickém působení na Konzervatoři v Žilině (1990–1992) odešel po rozdělení Československa do severočeských Teplic, kde od roku 1993 vyučoval na zdejší konzervatoři jako profesor dirigování, dirigent školního orchestru a korepetitor. Mezi absolventy jeho dirigentské třídy patří např. Marek Štryncl či Lukáš M. Vytlačil. Jeho syn Jan Valta je houslista a dirigent, příbuzný byl i starosta Kladna Václav Valta. Se svou manželkou obdržel čestné občanství města Žiliny.